# Bobbi Campbell
Pour les articles homonymes, voir Campbell.
Cet article possède un paronyme, voir Bobby Campbell.
Robert Boyle « Bobbi » Campbell Jr. est un infirmier hospitalier et militant américain pour les droits des personnes infectées par le virus de l'immunodéficience humaine (VIH), né le 28 janvier 1952 et mort le 15 août 1984.

## Biographie
En septembre 1981, Bobbi Campbell est recensé comme la 16e personne de San Francisco atteinte de la maladie de Kaposi, indice — alors méconnu — du VIH. Bobbi Campbell est le premier patient qui divulgue publiquement son affection ; par la suite, celle-ci est connue sous le nom de syndrome d'immunodéficience acquise (SIDA),. Campbell écrit régulièrement des articles dans San Francisco Sentinel (en) pour rendre compte de son parcours et il publie des photos de ses lésions afin d'aider les autres habitants à identifier la maladie,,. Il contribue également au premier manuel de safe sex publié à San Francisco.
Il devient bientôt l'un des militants les plus connus, ayant co-fondé le mouvement People With AIDS (en) à San Francisco en 1982,, ; l'année suivante, avec d'autres hommes séropositifs habitant aux États-Unis, il co-écrit les Denver Principles,, le manifeste fondateur du mouvement People With AIDS,. Faisant la « une » de Newsweek et acceptant des interviews dans la presse nationale,,, il contribue à la sensibilisation du pays envers l'épidémie de VIH qui se propage parmi les hétérosexuels et il devient un représentant connu de l'épidémie parmi les communautés affectées. En parallèle, il milite pour les droits des personnes LGBT+, notamment lors de la convention nationale républicaine de 1984, un mois avant de succomber de la cryptosporidiose.